# Paul Wilbrant
Paul Wilbrant fue un deportista belga que compitió en remo. Ganó una medalla de bronce en el Campeonato Europeo de Remo de 1920, en la prueba de doble scull.

## Palmarés internacional
| Campeonato Europeo | Campeonato Europeo | Campeonato Europeo | Campeonato Europeo |
| Año                | Lugar              | Medalla            | Prueba             |
| ------------------ | ------------------ | ------------------ | ------------------ |
| 1920               | Mâcon (Francia)    | Medalla de bronce  | Doble scull        |